# Sinosaurus
Sinosaurus var en theropod som levde i Kina i början av jura mellan 196 och 190 miljoner år sedan. Den var 2,55 meter upp till höften och 9,2 meter lång samt 1,7 ton tung. Dr Young fann den år 1984. Man har bara funnit några få fragment av djuret. Namnet betyder ”den östra ödlan från trias”.
Två arter är beskrivna.
- †S. triassicus Young, 1948 (typart)
- †S. sinensis